# دیک اوانس (بازیکن فوتبال)
دیک اوانس (انگلیسی: Dick Evans; July qtr, 1874 – ۱۳ ژانویهٔ ۱۹۴۲) بازیکن فوتبال اهل بریتانیا بود.
از باشگاه‌هایی که در آن بازی کرده‌است می‌توان به باشگاه فوتبال ساوت‌همپتون، باشگاه فوتبال پورت ویل، و باشگاه فوتبال ردینگ اشاره کرد.